# 双橋駅 (中国国鉄)
双橋駅（そうきょうえき）は中華人民共和国北京市朝陽区にある、中国国家鉄路集団の駅。北京局所属の一等駅に設定されている。

## 乗り入れ路線
京哈線・京承線・双沙線・豊双線の4路線が乗り入れている。京承線は当駅から北京駅まで京哈線と線路を共有する。

## 駅周辺
- 双橋鉄路小区
- 天泰新房苑小区
- 北京市電気工程学校南区
- 振中賓館
- 西柳賓館
- 欣華総超市 水郡長安店

## 歴史
1901年に京秦線の駅として開業。1938年に四路線が接続する中間駅として拡張された。1949年より後に北京鉄路枢軸の補助貨物ターミナルに分類された。1979年に拡張を開始、1988年までに126本の側線がある駅に拡張された。

## 隣の駅
中国国家鉄路集団
京哈線
北京東駅 - 双橋駅 - 通州駅
京承線
北京東駅 - 双橋駅 - 通州西駅
双沙線
双橋駅 - 北京朝陽駅
豊双線
双橋駅 - 百子湾駅